# 牛粒

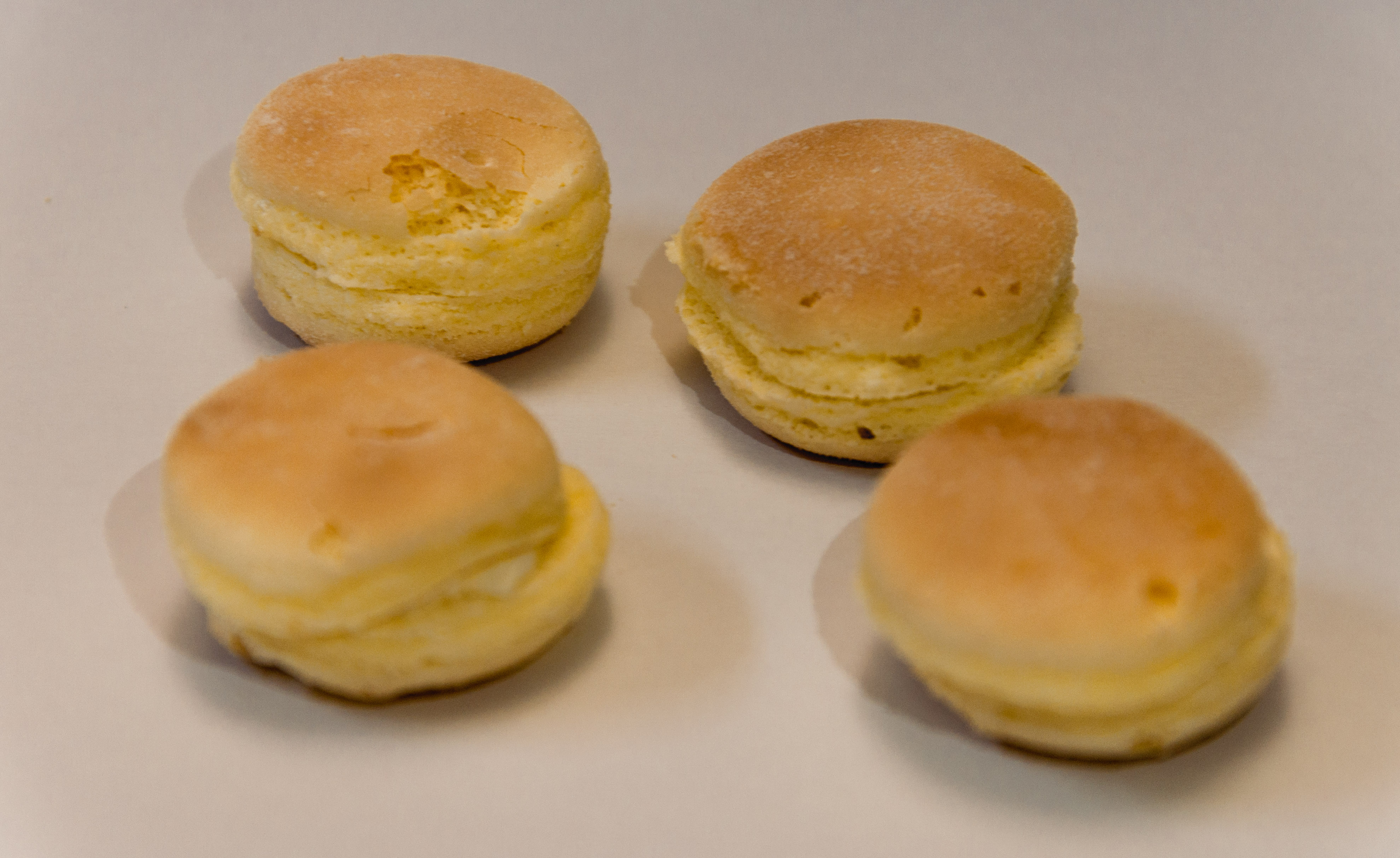
牛粒

牛粒，又稱牛利、麩奶甲（台羅：hu-ling-kah）、小西點，是一種於台灣日治時期經由日本傳入的臺灣西式糕點，原型為bouchée（音譯「布雪」，亦稱「皇后酥」、「法式海綿蛋糕」；法文：bouchée；日文：ブッセ），在臺灣已有超過60年以上的歷史，多年後法國甜點馬卡龍傳入臺灣，而兩者因外型相似，使得牛粒被稱為「臺式馬卡龍」；但與馬卡龍相比，牛粒的口感較鬆軟，甜度也較低許多，且其製作方式與馬卡龍完全不同：馬卡龍為杏仁蛋白糖霜，牛粒則是全蛋打發的蛋黃小蛋糕，且實際上是由手指餅乾轉變而來。

## 名稱
「牛粒」這個名稱的由來已不可考，有一說是取自法文（一般稱「手指餅乾」，直譯為「湯匙狀的餅乾」）最後一個單字的臺語音譯「牛力」（gû-li̍k），另說則是因為圓形外型狀似牛眼睛而得名。臺語另有「麩奶甲」（台羅：hu-ling-kah；華語諧音作「福令甲」或「福臨甲」）之名，源自手指餅乾的日語 redifinga ?，臺語將此詞的「手指」（ finga ?）音譯為。